# Férzikovo
Férzikovo (ruso: Фе́рзиково) es un asentamiento rural y posiólok de Rusia, capital del raión homónimo en la óblast de Kaluga.
En 2021, el posiólok tenía una población de 4472 habitantes. En su territorio no hay pedanías.
Se ubica unos 25 km al este de la capital regional Kaluga, cerca del límite con la óblast de Tula.

## Historia
Tiene su origen en el vecino pueblo homónimo, que pese a formar una conurbación con el posiólok es sede de un asentamiento rural aparte, que agrupa a 920 habitantes repartidos en 26 localidades rurales. El posiólok de Férzikovo fue fundado a finales del siglo XIX como poblado ferroviario de dicho pueblo, para dar servicio a una estación de ferrocarril en la línea de Kaluga a Tula. El poblado ferroviario pasó a ser en 1950 la capital del raión de Férzikovo, al separarse dicho territorio del raión de Dugná; en 1959, este último acabó integrándose en el propio raión de Férzikovo. En 2006, el poblado ferroviario adoptó estatus de asentamiento de tipo urbano, pero en 2011 se le retiró el estatus urbano y volvió a considerarse un posiólok rural.